# Antoine Furetière
Antoine Furetière, né le 28 décembre 1619 à Paris et mort le 14 mars 1688 dans la même ville, est un homme d'Église, poète, fabuliste, romancier et lexicographe français.

## Biographie
Né dans une famille de la petite bourgeoisie parisienne le 28 décembre 1619, Furetière se destine de prime abord à une carrière dans le droit, tout en s'intéressant vivement à l'histoire antique et aux langues orientales.
Il est reçu au barreau de Paris en 1645 et s'achète une charge de procureur fiscal auprès de l'abbaye de Saint-Germain-des-Prés, ce qui le conduit rapidement à vouloir entrer dans les ordres. En 1662, il est nommé abbé de Chalivoy, dans le diocèse de Bourges, et prieur de Chuisnes.
Parallèlement, il s'intéresse à la littérature et publie des romans, des fables et des poésies, ce qui lui vaut l'attention de l'Académie française, dont il est élu membre en 1662. C'est après son entrée à l'Académie qu'il publiera son fameux Roman bourgeois, satire burlesque des robins de la place Maubert.

## LeDictionnaire
Singulièrement agacé par la lenteur de l'avancement des travaux du Dictionnaire de l'Académie, ainsi que par l'absence de prise en compte des termes scientifiques, techniques et artistiques, il sollicite et obtient de Louis XIV un privilège pour publier son Dictionnaire universel, dont il a commencé la rédaction dès le début des années 1650. L'entreprise n'étant pas du goût de tous ses confrères académiciens et les accusations devenant de plus en plus aigres, Furetière intente un procès qu'il aurait probablement perdu si sa mort n'était venue mettre un terme à la querelle.
Ayant publié en 1684 un extrait de son Dictionnaire, il est exclu de l'Académie le 22 janvier 1685 à une voix de majorité. Toutefois, le roi, protecteur de l'Académie, intervient pour s'opposer à l'élection d'un remplaçant du vivant de Furetière. Lié d'amitié depuis de longues années avec Jean de La Fontaine, il se brouille définitivement avec lui lorsque le fabuliste refuse de prendre parti en sa faveur dans la querelle. Vexé par le sort qui lui est fait, Furetière se lance alors dans la publication de violents pamphlets contre l'Académie et les académiciens, dont le plus célèbre est Couches de l'Académie en 1687.
S'il n'a pas la satisfaction de voir son œuvre maîtresse publiée de son vivant, l'histoire retient qu'elle vient à son terme deux ans après sa mort — et quatre ans avant la première édition du « Dictionnaire de l'Académie françoise, » (1694) — et que « le Furetière », comme on l'appelle familièrement, plus de trois siècles après sa publication, connaît un succès qui ne s'est jamais démenti, comme en témoignent les nombreuses rééditions qu'il a connues jusqu'à nos jours.

## Œuvres
- L'Énéide travestie (1648-1653), lire en ligne.
- Le Voyage de Mercure (1653), lire en ligne.
- Poésies diverses (1655), lire en ligne.
- Nouvelle allégorique ou Histoire des derniers troubles arrivés au royaume d'Éloquence (1659), lire en ligne.
- Le Roman bourgeois (1666) — Édition de 1854 : Numérisation de Wikisource ; Numérisation du projet Gutenberg
- Collaboration à la rédaction des Plaideurs de Racine (1668)[réf. nécessaire]
- Essay d'un dictionnaire universel (1684)
- Les couches de l'Académie, factum satirique (Amsterdam, 1687[note 1])
- Dictionnaire universel contenant généralement tous les mots françois, tant vieux que modernes, et les termes de toutes les sciences et des arts (1690, posthume, avec une préface de Pierre Bayle.) Consulter en ligne sur Gallica (fac-simile) ou sur www.dictionnaire.lerobert.com (depuis la barre de recherche).
- Fables morales et nouvelles, 1671

## Hommages
Depuis 2007, la place Antoine-Furetière dans le 12e arrondissement de Paris porte son nom, ainsi que l'école primaire de Chuisnes, où il fut prieur.